# Bufetul din Șoseaua Kiseleff
Bufetul din Șoseaua Kiseleff (nume inițial Bufetul) este o casă din București, Sectorul 1, Șoseaua Kiseleff construită în stil neoromânesc, fiind un proiect pentru expoziția de la Paris din 1889, realizat de arhitectul Ion Mincu. A fost construită în 1892 și din inițiativa lui Petre P. Carp, atunci ministru al lucrărilor publice, a fost dată în folosință ca restaurant. În anii ce au urmat, clădirea a fost extinsă adăugându-i-se elemente în spiritul concepției originale. Din anul 2003 construcția găzduiește un luxos restaurant, Restaurantul Doina. Construcția este clasată ca monument de arhitectură.

## Descrierea construcției
Numit și Cârciuma românească, Bufetul este asemănător ca stil cu o altă construcție realizată de Ion Mincu, Casa Lahovari. Nota generală a casei este aceea de arhitectură "picturesque", în sens britanic. Sursa de inspirație a arhitectului în realizarea construcției sunt casele românești cu pridvor și scară interioară, scara fiind protejată de o poală lăsată a acoperișului. 
Având o volumetrie energică și puternic articulată, casa este formată din două volume diferite, asemenea caselor din zona de deal a României, primul format din subsol, parter și etaj, iar al doilea format doar din parter. Elementul dominant al casei este foișorul format din arce în acoladă frântă, sprijinite pe coloane din lemn cioplit. Timpanul arcelor este modelat cu elemente de ceramică multicoloră, o decorație florală în relief, specifică epocii brâncovenești. Deasupra antablamentului, format din faianță colorată, o friză cu însemne de podgorii și o cornișă decorată cu arce și frunze, toate acestea inspirate din arhitectura clasică și brâncovenească, a fost amplasată o streașină proeminentă.
Linia originală a construcției care imprimă casei vigoare și vervă este rezultată din jocul de volume și de acoperișuri, brâie, butoni smălțuiți, reușind prin acestea  să reediteze arhitectura populară românească. 
La construire s-au folosit materiale precum: căramidă, diverse tencuieli, decorații din ceramică smalțuită multicoloră, lemn, țiglă smălțuită, iar ca tehnici de zidărie s-au folosit planșee și șarpante din lemn, zidărie portantă, stâlpi din lemn.

## Restaurantul în prezent
În prezent restaurantul Doina este împărțit în mai multe spații cu nume simbolice, amintind de creatorul casei și de arhitectura în care este construită aceasta: Salonul „Ion Mincu”, crama numită „Salonul Românesc”, Pavilion Rustic.

## Biografie
- Florian Georgescu, Paul Cernovodeanu, Alexandru Cebuc. Monumente din București. București: Meridiane 1966